# Literatura uruguaiana

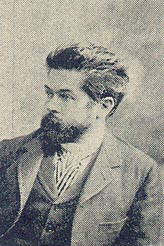
Juan Zorrilla de San Martín, una de les figures més representatives de la literatura nacionalista uruguaiana.

La literatura uruguaiana o literatura de l'Uruguai (castellà, Literatura de Uruguay) és la literatura feta a l'Uruguai en llengua castellana. Es considera a Bartolomé Hidalgo (1788-1822) com el precursor de l'art escrit a l'Uruguai amb la seva poesia gautxesca, de caràcter eminentment rural, basada en la vida en el camp i amb influències criolles i nacionalistes. Van destacar els seus cielitos.
Pel que fa als escriptors del Romanticisme, Adolfo Berro i Juan Zorrilla de San Martín van ser reconeguts amb les seves obres sobre la naturalesa i els camps de l'interior del país. L'obra de Zorrilla va tenir un caràcter patriòtic com es pot veure a les seves Notas de un himno (1877), La leyenda patria (1879), Tabaré (1888) i La epopeya de Artigas (1910). També va rebre la influència de l'espanyol Gustavo Adolfo Bécquer quan va escriure Rimas y leyendas.
El 1900 Julio Herrera y Reissig és el precursor de la poesia modernista hispanoamericana. Es destaquen en aquesta època les poetesses Juana de Ibarbourou i Delmira Agustini. Entre els lírics destaquen Emilio Frugoni i Emilio Oribe. Quant a la prosa, cap destacar a Horacio Quiroga. Entre els valors amb producció actual, sobresurten Juan Carlos Onetti, Carlos Martínez Moreno, Eduardo Galeano, Mario Benedetti i Jorge Majfud. En el teatre destaquen Florencio Sánchez i Jacobo Langsner.

## Escriptors principals
Altres escriptors significatius de les lletres uruguaianes són: 
- Eduardo Acevedo Díaz
- Claudia Amengual Puceiro
- Enrique Amorim
- Esther de Cáceres
- Adolfo Castells Mendívil
- Carlos Alberto Clulow
- Ismael Cortinas
- Antonio Díaz
- Francisco Espínola
- Benjamín Fernández
- Alfredo Mario Ferreiro
- Felisberto Hernández
- Ernesto Herrera
- Circe Maia
- Isidoro de María
- Tomás de Mattos
- Raúl Montero Bustamante
- Jesús Moraes
- Ariel Muñiz
- Alberto Nin Frías
- Danilo Pallares Echeverría
- Manuel Pérez y Curis
- Cristina Peri Rossi
- Carmen Posadas
- Carlos Rehermann
- José Enrique Rodó
- Mauricio Rosencof
- Maximiliano Rodríguez Vecino
- Armonía Somers
- Constancio C. Vigil
- María Eugenia Vaz Ferreira
- Idea Vilariño
- Ida Vitale

### Escriptors uruguaians en altres llengües
- Álvaro García de Zúñiga, en francès i portuguès.
- Comte de Lautréamont, en francès.
- Jules Laforgue, en francès.
- Ricardo Paseyro, fonamentalment en francès però també en castellà.
- Jules Supervielle, en francès.